# Glugeida
Glugeida es un orden de hongos microsporidios perteneciente a la división más basal Rozellomycota.
Al igual que otros microsporidios son parásitos intracelulares de las células animales donde se reproducen y propagan sus esporas. Los microsporidios de este orden son patógenos de vertebrados, artrópodos, anélidos y moluscos y les causan inflamación instetinal y diarreas. Algunos pueden llegar a causar la neumonía en humanos. Se han descrito 8 familias.

## Taxonomía
Se clasifican de la siguiente manera:
- Familia Abelsporidae
  - Género Abelspora
- Familia Microfilidae
  - Género Microfilum
- Familia Encephalitozoonidae
  - Género Encephalitozoon
  - Género Mockfordia
- Familia Gurleyidae
  - Género Aglomeratta
  - Género Binucleata
  - Género Episeptum
  - Género Gurleya
  - Género Lanatospora
  - Género Larssonia
  - Género Marssoniella
  - Género Norlevinea
  - Género Paraepiseptum
  - Género Phyrotheca
  - Género Senoma
  - Género Zelenkaia
- Familia Tuzetiidae
  - Género Nelliemelba
  - Género Pankovaia
  - Género Paratuzetia
  - Género Tuzetia
- Familia Glugeidae
  - Género Alloglugea
  - Género Amazonspora
  - Género Glegea
  - Género Glugeoides
  - Género Inchytyuporidium
  - Género Johenrea
  - Género Lomas
  - Género Parapleistophora
  - Género Pseudoloma
- Familia Pleistophoridae
  - Género Dasyatiapora
  - Género Heterosporis
  - Género Myosporidium
  - Género Ovipleistophora
  - Género Pleistophora
  - Género Trachipleistophora
  - Género Vavraia
- Familia Unikaryonidae
  - Género Canningia
  - Género Disctyocoela
  - Género Larssoniella
  - Género Unikaryon

- - Género Microsporidium